# Lissonota otaruensis
Lissonota otaruensis är en stekelart som först beskrevs av Tohru Uchida 1928.  Lissonota otaruensis ingår i släktet Lissonota och familjen brokparasitsteklar. Inga underarter finns listade i Catalogue of Life.